# Фаурмент, Хелена
Хелена Фаурмент (нидерл. Hélène Fourment; русс. устар. Елена Фурман; 11 апреля 1614, Антверпен, Брабант — 15 июля 1673, Брюссель) — вторая жена знаменитого фламандского живописца Питера Пауля Рубенса. Самая младшая дочь (10 ребёнок в семье) друга Рубенса, торговца коврами Даниэля Фаурмента-старшего. 

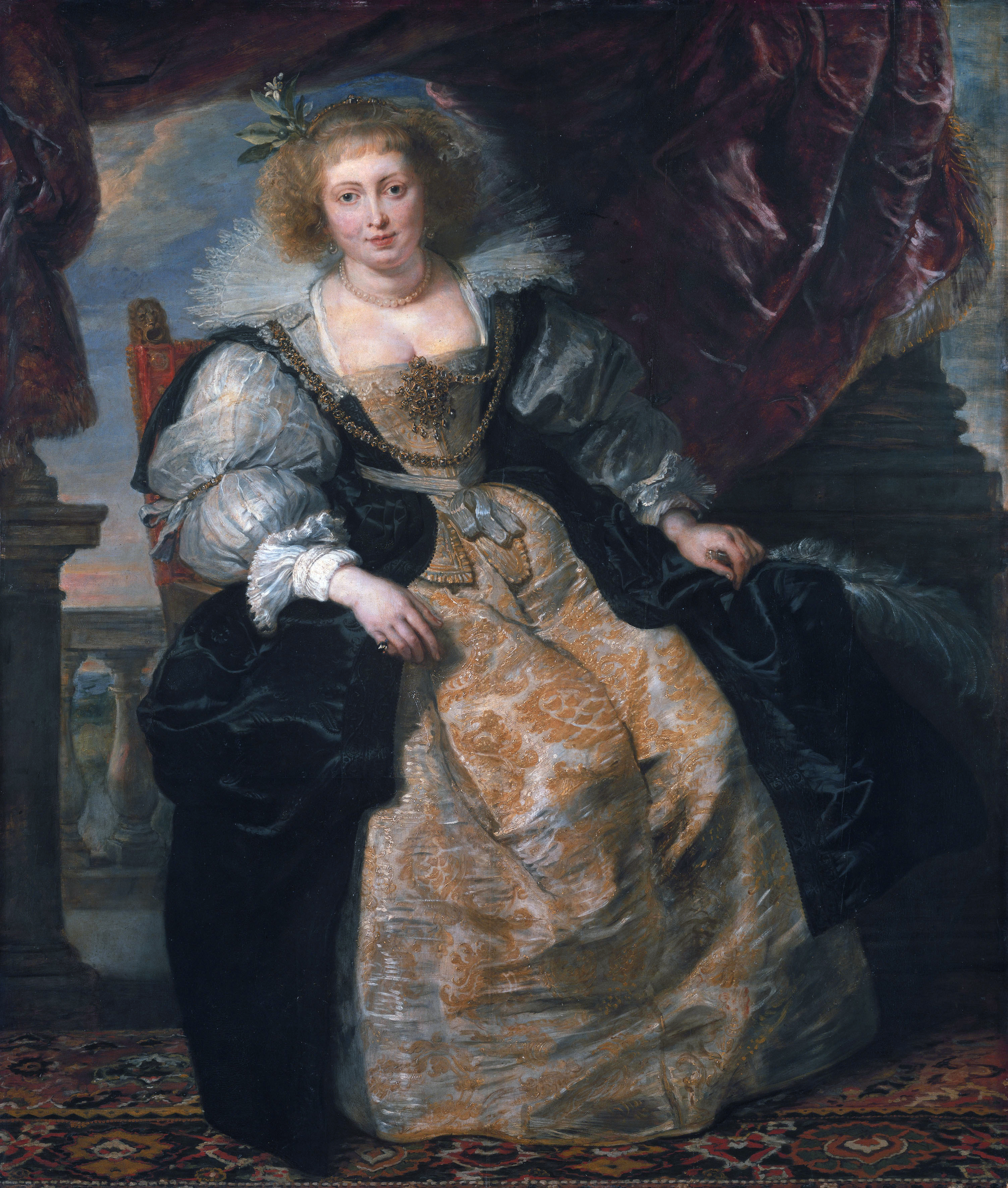
Питер Пауль Рубенс Портрет Хелены Фаурмент, Мюнхен, Старая пинакотека

Сразу по своём возвращении из Англии П. Рубенс сделал шестнадцатилетней Елене предложение руки и сердца; их свадьба состоялась 6 декабря 1630 года. О мотивах женитьбы он писал аббату Пейреску, что «хоть мы и должны ставить воздержанность превыше Bceгo, нам позволено давать законное удовлетворение своим чувствам, вознося господу хвалу за удовольствие, которое нам даровано». Несмотря на то, что многие советовали Рубенсу взять жену из дворянской семьи, он остановил свой выбор на дочери «достойных, но не знатных родителей», так как опасался «обнаружить в своей подруге избыток гордыни, этого бича дворянства».  
Елена родила ему пятерых детей, причём самая младшая дочь (Констанция Альбертина (1641—1657)) родилась уже после смерти Рубенса. 
Рубенс неоднократно портретировал свою жену, одну и вместе с детьми. Кроме того, считается, что она послужила моделью для ряда женских персонажей других картин Рубенса, например для Вирсавии на картине «Вирсавия у фонтана». 
Известно, что в 1645 году, по смерти художника Хелена вышла замуж за дипломата Яна Баптиста ван Брукховена, которому родила сына Яна, будущего нидерландского политика. 